# Chrysops lateralis
Chrysops lateralis är en tvåvingeart som beskrevs av Christian Rudolph Wilhelm Wiedemann 1828. Chrysops lateralis ingår i släktet Chrysops och familjen bromsar. Inga underarter finns listade i Catalogue of Life.